# Herrgottsruhkapelle (Haldenwang)

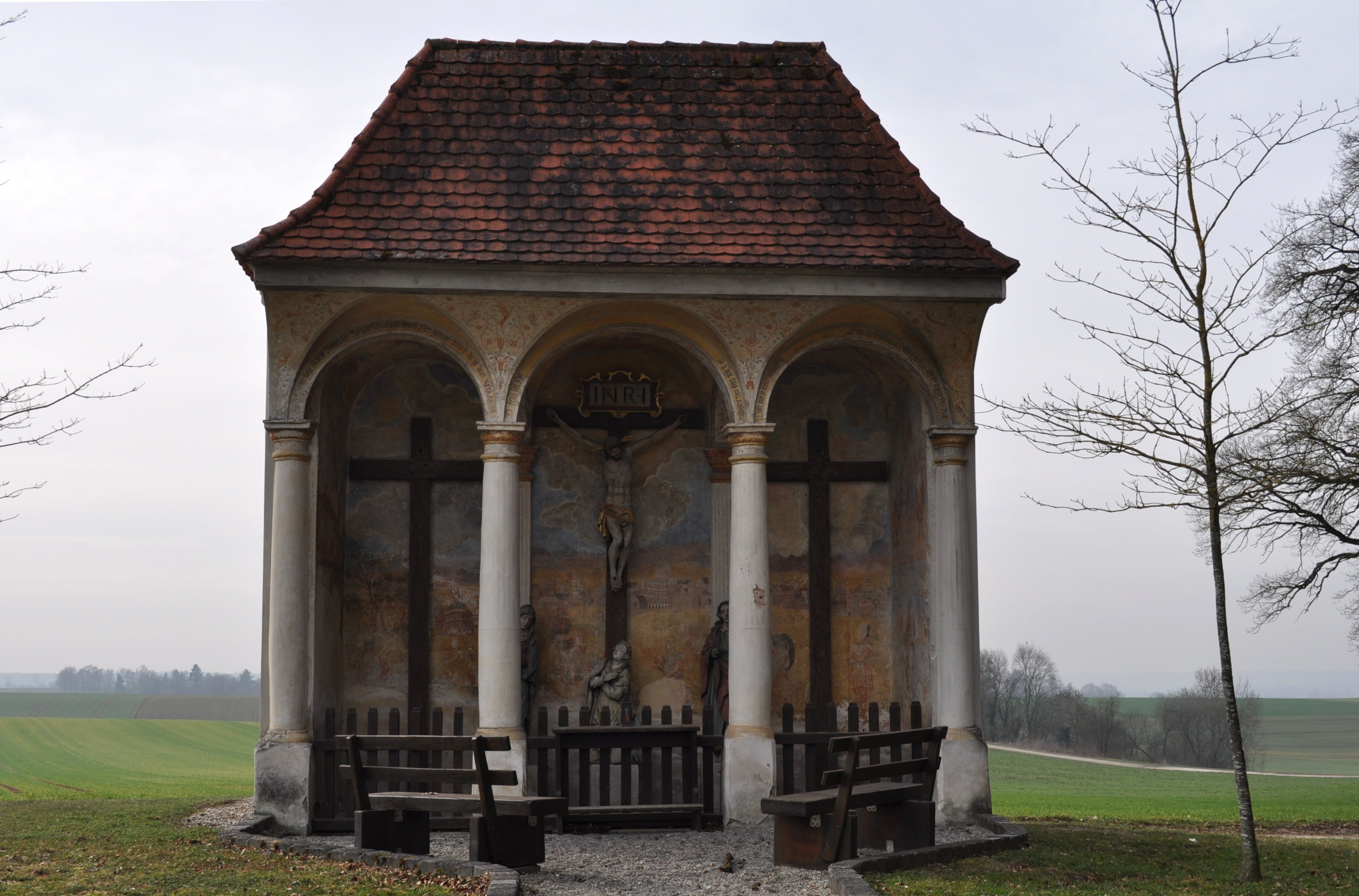
Herrgottsruhkapelle in Haldenwang

Die katholische Herrgottsruhkapelle in Haldenwang, einer Gemeinde im schwäbischen Landkreis Günzburg Bayern, wurde um 1600 errichtet und 1733 renoviert. Die Kapelle Am Roßhaupter Weg ist ein geschütztes Baudenkmal.
Der kleine Walmdachbau besitzt eine offene Loggia mit drei rundbogigen, kreuzgratgewölbten Arkaden mit gemalten Säulen toskanischer Ordnung.
Die schlecht erhaltenen Fresken an den Stirnseiten sind den Passionsthemen Jesus am Ölberg, Geißelung und Veronika, die Jesus das Schweißtuch reicht gewidmet. Im mittleren Gewölbe ist Gottvater flankiert von Engeln mit den Leidenswerkzeugen dargestellt.
Das Kruzifix vor einem Jerusalempanorama wird in das erste Viertel des 17. Jahrhunderts datiert.